# لوژانی (ناحیه هرادتس کرالووه)
لوژانی (به چکی: Lužany) یک منطقهٔ مسکونی در جمهوری چک است که در ناحیه هرادتس کرالووه واقع شده‌است. لوژانی ۱۳۵ نفر جمعیت دارد.